# Corriol de praderia
El corriol de praderia (Anarhynchus montanus) és una espècie d'ocell de la família dels caràdrids (Charadriidae) que habita, en estiu, planures d'Amèrica del Nord, des del sud d'Alberta, per la zona central dels Estats Units fins al sud-est de Nou Mèxic i oest de Texas, i en hivern Califòrnia, sud d'Arizona i Texas, i nord de Mèxic.